# Salacia obovatilimba
Salacia obovatilimba là một loài thực vật có hoa trong họ Dây gối. Loài này được S.Y. Bao miêu tả khoa học đầu tiên năm 1981.